# Lebbeus Egerton
Lebbeus Egerton, der Vorname wird auch als Lebberis, Libbeus oder Lebbons geschrieben, der Nachname erscheint in manchen Unterlagen als Edgerton, (* 4. Mai 1773 in Norwich, Colony of Connecticut; † 18. August 1846 in Randolph, Vermont) war ein Vermonter Offizier der Miliz und Farmer, der von 1831 bis 1835 Vizegouverneur von Vermont war.

## Leben
Lebbeus Egerton wurde in Norwich geboren.  Seine Familie zog in den frühen 1780er Jahren nach Randolph in Vermont. Dort bewirtschafteten sie eine Farm.
Im Britisch-Amerikanischen Krieg von 1812 diente Egerton als Captain, zunächst im 31. Infanterie-Regiment der Vereinigten Staaten. Später wurde er befördert und befehligte eine Abteilung der Vermonter Miliz in der Schlacht bei Plattsburgh. Er diente später als Adjutant eines Regiments.
Egerton war von 1825 bis 1826 Abgeordneter im Repräsentantenhaus von Vermont und Delegierter des Verfassungskonvents von Vermont im Jahr 1828. Er war Stadtschreiber von Randolph von 1830 bis 1833. Während seines Lebens war Egerton in verschiedenen öffentlichen Ämtern tätig, auch als Selectman.
Als Aktivist in der Anti-Freimaurer-Bewegung im Jahr 1831 wurde Egerton Vizegouverneur und hatte dieses Amt bis 1835 inne. Da die Wahlen in drei Etappen stattfanden erhielt Egerton nicht die nötige Mehrheit entsprechend der Verfassung von Vermont. Deshalb wurde er jährlich durch die Vermont General Assembly ernannt.
Anfang bis Mitte der 1830er Jahre war Egerton verantwortlich für die Gestaltung und Überwachung des Baus des zweiten Vermont State House. Senator im Senat von Vermont war er von 1837 bis 1839.
Egerton starb in Randolph am 18. August 1846, sein Grab befindet sich auf dem Randolph Center Cemetery.
Sein Haus im Zentrum von Randolph befindet sich heute in Privatbesitz.